# Điện ảnh Hoa ngữ
Điện ảnh Hoa ngữ hay điện ảnh tiếng Hoa (giản thể: 华语电影; phồn thể: 華語電影; bính âm: Huá yǔ diàn yǐng; Hán-Việt: Hoa ngữ điện ảnh) là thuật ngữ được dùng cho các bộ phim nói tiếng Hoa, bao gồm điện ảnh Trung Quốc, điện ảnh Hồng Kông và điện ảnh Đài Loan. Những năm gần đây còn bổ sung thêm các nền điện ảnh Ma Cao, Singapore và Malaysia.

## Các giải thưởng điện ảnh Hoa ngữ
- Giải thưởng Điện ảnh Hồng Kông (Kim Tượng)
- Giải Kim Mã